# Anaceratagallia omnivora
Anaceratagallia omnivora är en insektsart som beskrevs av Mitjaev 1967. Anaceratagallia omnivora ingår i släktet Anaceratagallia och familjen dvärgstritar. Inga underarter finns listade i Catalogue of Life.